# Felipe Abás Aranda
Felipe Abás Aranda (Calaceite, Teruel, 1777-Madrid, 1813) fue un pintor español. Fue nombrado pintor oficial del Ayuntamiento de Madrid en 1813, poco antes de su muerte.

## Biografía

### Infancia y estudios en Zaragoza
Nació en Calaceite (Teruel) el 30 de abril de 1777, hijo de Manuel y Francisca, siendo el tercer hijo de este matrimonio.
En 1793 (16 años) ingresa en la Real Academia de Bellas Artes de San Luis de Zaragoza, fundada el año anterior. Cuatro años más tarde, en 1797, obtiene el primer premio en Pintura, por la copia (según las bases del concurso) del cuadro “Samaritano” de Michael Angelo.
Años más tarde, 1805, la Real Academia de Bellas Artes de San Luis de Zaragoza le nombra académico supermunerario, grado muy próximo al de maestro, siendo el primer académico supernumerario de esta corporación.

### Real Academia de Bellas Artes de San Fernando, Madrid
Se traslada después de obtener el primer premio de pintura a Madrid, en 1798 para continuar sus estudios bajo la dirección de Goya en la Real Academia de Bellas Artes de San Fernando.
Opto a los premios organizados para la Real Academia de Bellas Artes de San Fernando en 1802 y 1805. En la primera ocasión fue tercero, después de dos desempates por el segundo puesto.

### Vida en Madrid, trabajo con Goya
Poco se conoce de su vida después de las academias, hay documentación de trabajos o actuaciones puntuales, lo cual puede dar una idea de cómo fue su vida.
- Actuó como tasador en 1812 de en la partición de los bienes del matrimonio Goya - Bayeu que se consideraron gananciales a la muerte de Josefa Bayeu.
- Se sabe que contrajo matrimonio y que tuvo al menos una hija, ya que una de sus obras documentadas por M. Osorio en "Galería Biográfica de artistas españoles del siglo XIX" se llama Una de sus hijas.
- Se sabe de su actuación en la obra Alegoría de la villa de Madrid de Goya en 1810. En 1812 el medallón con el retrato del rey José I fue cubierto y posteriormente descubierto por Felipe Abas bajo la supervisión del autor de la obra.[5]

### Pintor oficial del Ayuntamiento de Madrid y muerte.
Poco después de su trabajo en la obra Alegoría de la villa de Madrid fue nombrado Pintor Oficial del Ayuntamiento de Madrid, título entregado por Goya. Todavía en un Madrid controlado por los franceses y Jose I durante la Guerra de la Independencia. Muriendo el pintor dos días más tarde, fecha no conocida pero se sabe que en el momento de su muerte, tenía 36 años.
Poco después de su muerte, el rostro del rey Jose I en el cuadro Alegoría de la villa de Madrid fue cubierto otra vez, por otro discípulo de Goya, en esa fecha ya es segura la muerte de Felipe Abás.

## Obra

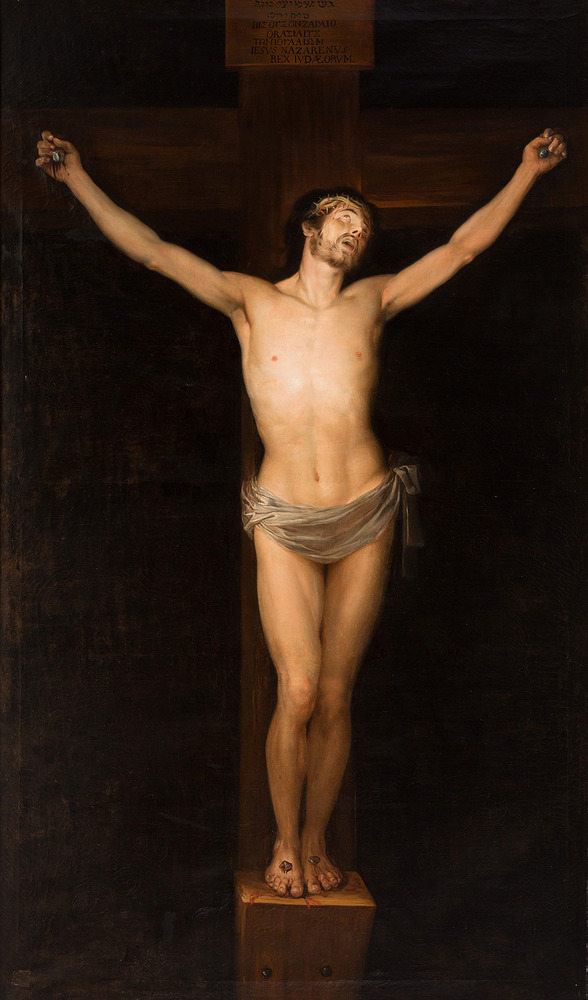
Cristo crucificado en la agonía. 1804. (Museo Camón Aznar, Zaragoza).

- Cristo crucificado en la agonía, propiedad de la Real Sociedad Económica Aragonesa de amigos del País.[6][7]
- Santa Orosia, Iglesia parroquial de Calaceite, destruido durante la guerra civil 1936.
- Samaritano (1797), copia, obra que le otorgó el primer premio en pintura en la Real Academia de Bellas Artes de San Luis, Zaragoza, Museo provincial de Zaragoza.
- Retablo de San José, en alguna iglesia de Aragón (desconocida la población).
- Obras documentas que pertenecieron a su familia y actualmente desaparecidas.
  - Papa San Gregorio.
  - Retratos del Príncipe Fernando (posteriormente rey) y su esposa (María Antonia de Nápoles).
  - Dos autorretratos.
  - Retrato de una de sus hijas.
- Retrato de Mateo del Castillo (1808), Actualmente en una colección particular, documentado por el secretario del Ayuntamiento de Santander, procedente el cuadro de Renedo (Cantabria).
- Retrato masculino, del cuerpo de ingenieros y por la descripción muy similar al anterior. Museo provincial de Zaragoza.